# Wąglany
Wąglany – wieś w Polsce położona w województwie łódzkim, w powiecie opoczyńskim, w gminie Białaczów.
Prywatna wieś szlachecka, położona była w drugiej połowie XVI wieku w powiecie opoczyńskim województwa sandomierskiego. W latach 1975–1998 miejscowość administracyjnie należała do województwa piotrkowskiego. Wieś położona jest w malowniczej okolicy nad rzeką Wąglanką. 
Wierni kościoła rzymskokatolickiego należą do parafii św. Jana Chrzciciela w Białaczowie.